# Chabanière
Chabanière község Franciaország Auvergne-Rhône-Alpes régiójában, Rhône megyében. Új községként 2017. január 1-jén jött létre Saint-Didier-sous-Riverie, Saint-Maurice-sur-Dargoire és Saint-Sorlin község egyesítésével. A korábbi községek egyesülésekor az új község lélekszáma 4157 fő lett. Lakosainak száma 4274 fő (2022. január 1.).

## Népesség
| Lakosok száma | 4128 | 4183 | 4212 | 4224 | 4223 | 4249 | 4274 |
|               | 2015 | 2017 | 2018 | 2019 | 2020 | 2021 | 2022 |